# UCI ProTour

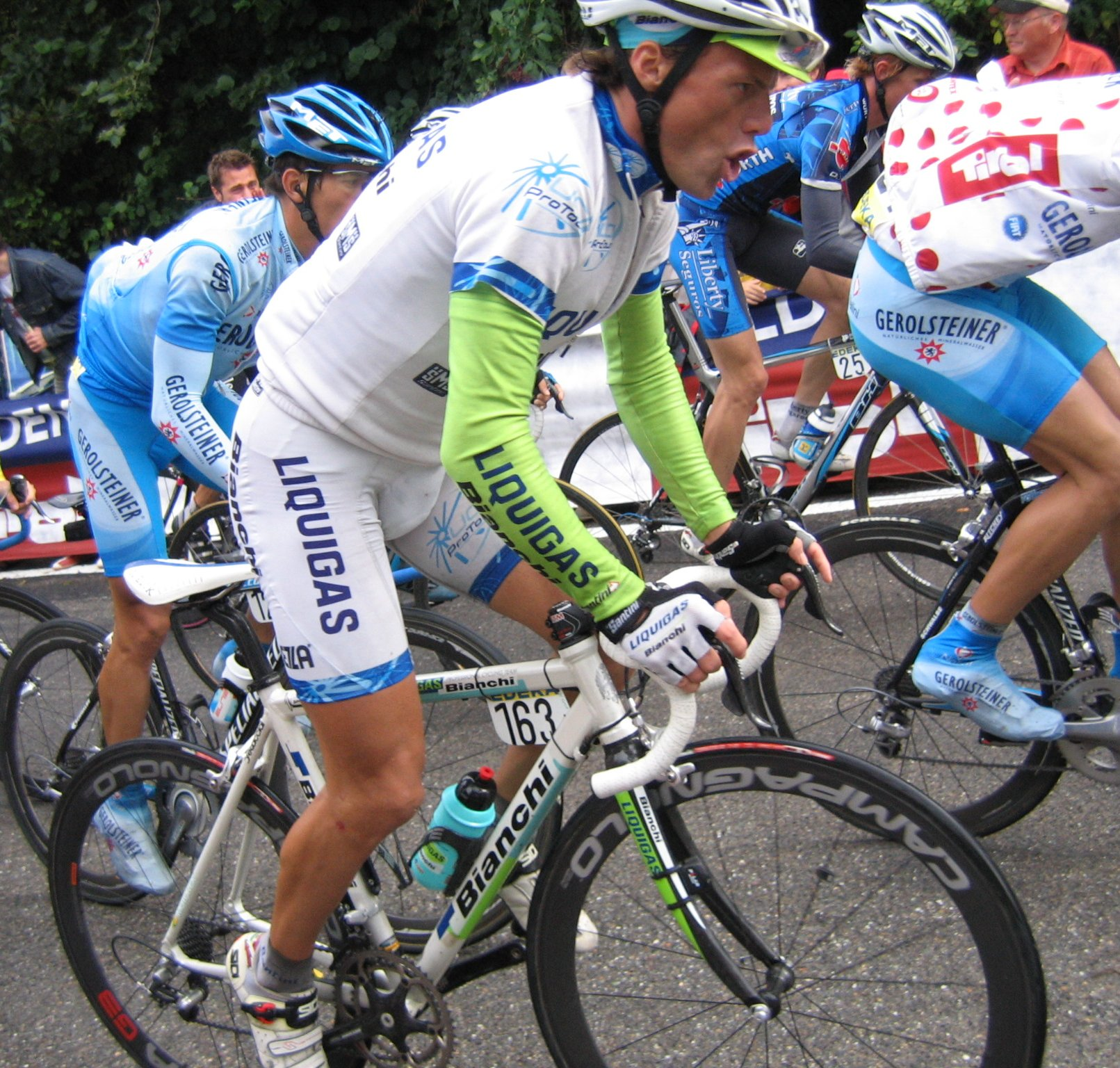
Danilo di Luca con el maillot de líder del UCI ProTour.

El UCI ProTour (a menudo simplemente llamado ProTour) era una competición ciclista impulsada por la Unión Ciclista Internacional, en algunos aspectos sustitutiva de las antiguas Copa del Mundo de ciclismo y del Ranking UCI. Fue creada en 2005 por Hein Verbruggen, antiguo presidente de la UCI y aprobada en Lieja el 22 de abril de 2004 por el Consejo de Ciclismo Profesional; aunque en el 2009 la competición UCI ProTour desapareció quedando los "restos" del ProTour como una parte del UCI World Calendar y a partir del 2011 manteniéndose gran parte de las normas del extinto UCI ProTour.

## Normativa
La competición consistía en un 'circuito' cerrado de los mejores 18-20 equipos del mundo (de entre 23 y 30 ciclistas cada uno, pudiendo aumentar en otros 3 corredores más "a prueba" a finales de temporada). Esta nueva primera categoría se llamaría UCI ProTeam y estos debían correr todas y cada una de las pruebas de mayor prestigio, aunque tras los pasos de los años y las discrepancias creadas por los organizadores durante algunos años se eliminó la obligatoriedad de correr en algunas carreras organizadas por los organziadores de las Grandes Vueltas.
El proyecto fue muy criticado, incluso desde antes de su puesta en marcha, ya que fue considerada por muchos como precipitada.
Las licencias iniciales se otorgaron a cada equipo por un plazo de cuatro años, con la excepción del equipo Phonak Hearing Systems, cuya licencia tuvo una duración inicial de dos años debido a casos de dopaje vinculados al equipo; para la adjudicación de esas licencias los equipos deben cumplir unos estrictos requisitos económicos y antidopaje para posteriormente la UCI elegir entre ellos a los 18-20 que consideren tengan mayor nivel deportivo. En caso de que un equipo desaparezca antes de cumplir los años de su licencia otro equipo la puede "heredar" como Team Milram que cogió la del Domina Vacanze, el Astana que cogió la del Liberty Seguros y el High Road que cogió la del T-Mobile Team. Las renovaciones de estas licencias son de entre 1 y 4 años.
Las carreras también debían cumplir unos requisitos similares a los equipos aunque algunas no dejaron ser controladas directamente por la UCI por lo que ahí empezaron los primeros conflictos entre las carreras organizadas por los organizadores de las Grandes Vueltas y la UCI (ver Disputa entre la UCI y los organizadores de las Grandes Vueltas). Las carreras incluidas en la primera edición del 2005 fueron: las tres Grandes Vueltas, las cinco clásicas denominadas "monumentos", otras ocho clásicas, diez vueltas por etapas y una contrarreloj por equipos. Si bien a causa de la desaparición de algunas carreras y el desacuerdo entre la UCI y los organizadores de las Grandes Vueltas el número de carreras ha ido variando, además el Campeonato Mundial de Ciclismo en Ruta solo se incluyó en esa primera edición.
Los equipos Profesionales Continentales (de segunda categoría) podían disputar estas carreras pero sin optar a puntuación; y partir del 2008 solo los Profesionales Continentales con un permiso especial llamado "Wild Card".
Se elaboraban rankings por puntos para corredores, equipos y países; teniendo la clasificación por países repercusión a la hora de los corredores que se puedan seleccionar en el Mundial de Ciclismo ya que los 10 primeros países tienen derecho a 9 corredores.

### Refundación del ProTour: UCI World Calendar/UCI World Ranking y UCI WorldTour
En 2009 se llegó a un acuerdo con las Grandes Vueltas refundándose así el ProTour. En este nuevo circuito entraron las Grandes Vueltas y otras carreras de alto nivel organizadas por Amaury Sport Organisation, RCS Sport y Unipublic dentro de un nuevo calendario mundial llamado UCI World Calendar, y creándose dentro de este nuevo calendario mundial un ranking más abierto que el extinto Ranking ProTour (UCI World Ranking) convirtiéndose así el ProTour en "simplemente" una forma de definir a los equipos de primera categoría (equipos ProTour) con las carreras de máximo nivel asociadadas a la UCI (carreras ProTour) dentro del mencionado UCI World Calendar. Posteriormente, en 2011, se volvió la exigencia de correr de nuevo todas las pruebas y volver a un ranking cerrado exclusivo para los equipos UCI ProTour, en el denominado UCI WorldTour.

## Ediciones
- Para las ediciones del UCI WorldTour (a partir del año 2011), véase Ediciones del UCI WorldTour

| Año  | Equipos | Carreras | Véase también          |
| ---- | ------- | -------- | ---------------------- |
| 2005 | 20      | 28       |                        |
| 2006 | 20      | 27       |                        |
| 2007 | 20      | 27 (26)  |                        |
| 2008 | 18      | 17 (16)  |                        |
| 2009 | 18      | 14       | UCI World Ranking 2009 |
| 2010 | 18      | 16       | UCI World Ranking 2010 |

- Entre paréntesis las carreras finalmente disputadas por la anulación de carreras que en el calendario inicial si estaban en el ProTour.

## Histórico de carreras
| Nombre                       | País         | Años ProTour |
| ---------------------------- | ------------ | ------------ |
| Tour Down Under              | Australia    | 2008-2010    |
| París-Niza                   | Francia      | 2005-2007    |
| Tirreno-Adriático            | Italia       | 2005-2007    |
| Milán-San Remo               | Italia       | 2005-2007    |
| Tour de Flandes              | Bélgica      | 2005-2010    |
| Vuelta al País Vasco         | España       | 2005-2010    |
| Gante-Wevelgem               | Bélgica      | 2005-2010    |
| París-Roubaix                | Francia      | 2005-2007    |
| Amstel Gold Race             | Países Bajos | 2005-2010    |
| Flecha Valona                | Bélgica      | 2005-2007    |
| Lieja-Bastoña-Lieja          | Bélgica      | 2005-2007    |
| Tour de Romandía             | Suiza        | 2005-2010    |
| Volta a Cataluña             | España       | 2005-2010    |
| Giro de Italia               | Italia       | 2005-2007    |
| Critérium du Dauphiné Libéré | Francia      | 2005-2010    |
| Vuelta a Suiza               | Suiza        | 2005-2010    |

| Nombre                                 | País         | Años ProTour |
| -------------------------------------- | ------------ | ------------ |
| Contrarreloj por Equipos ProTeam       | Países Bajos | 2005-2007    |
| Tour de Francia                        | Francia      | 2005-2007    |
| HEW Cyclassics/Vattenfall Cyclassics   | Alemania     | 2005-2010    |
| Tour del Benelux                       | Benelux      | 2005-2010    |
| Clásica de San Sebastián               | España       | 2005-2010    |
| G. P. Quebec                           | Canadá       | 2010         |
| G. P. Montreal                         | Canadá       | 2010         |
| Vuelta a Alemania                      | Alemania     | 2005-2008    |
| Vuelta a España                        | España       | 2005-2007    |
| G. P. de Plouay                        | Francia      | 2005-2010    |
| Tour de Polonia                        | Polonia      | 2005-2010    |
| Campeonato Mundial de Ciclismo en Ruta | Varios       | 2005         |
| Campeonato de Zúrich                   | Suiza        | 2005-2006    |
| París-Tours                            | Francia      | 2005-2007    |
| Giro de Lombardía                      | Italia       | 2005-2007    |

- En rosa carreras desaparecidas y en amarillo carreras existentes pero que dejaron de estar adheridas al UCI ProTour antes de su última edición.

Para las carreras del UCI WorldTour (a partir del año 2011), véase Histórico de carreras del UCI WorldTour

### Calendario 2016
- Australia - Santos Tour Down Under, 19 al 24 de enero
- Francia - París – Niza, 6 al 13 de marzo
- Italia - Tirreno – Adriático, 9 al 15 de marzo
- Italia - Milán – San Remo, 19 de marzo
- España - Volta Ciclista a Cataluña, 21 al 27 de marzo
- Bélgica - E3 Harelbeke, 25 de marzo
- Bélgica - Gante – Wevelgem, 27 de marzo
- Bélgica - Tour de Flandes, 3 de abril
- España - Vuelta Ciclista al País Vasco, 4 al 9 de abril
- Francia - París – Roubaix, 10 de abril
- Holanda - Amstel Gold Race, 17 de abril
- Bélgica - La Flecha Valona, 20 de abril
- Bélgica - Lieja – Bastoña – Lieja, 24 de abril
- Suiza - Tour de Romandía, 26 de abril al 1 de mayo
- Italia - Giro de Italia, 6 al 29 de mayo
- Francia - Criterium du Dauphiné, 5 al 12 de junio
- Suiza - Tour de Suiza, 11 al 19 de junio
- Francia - Tour de Francia, 2 al 24 de julio
- Polonia - Tour de Polonia, 12 al 18 de julio
- España - Clásica Ciclista San Sebastián, 30 de julio
- España - Vuelta a España, 20 de agosto al 11 de septiembre
- Alemania - Cyclassics Hamburgo, 21 de agosto
- Francia - Gran Premio de Plouay ((oficialmente: G. P. Ouest-France-Plouay-Bretaña) son varias carreras ciclistas de que se disputan en Plouay (Francia) y sus alrededores), 28 de agosto
- Canadá - Grand Prix Cycliste de Quebec, 9 de septiembre
- Canadá - Grand Prix Cycliste de Montreal, 11 de septiembre
- Holanda - Eneco Tour, 19 al 25 de septiembre
- Italia - Giro de Lombardía - Il Lombardia, 1 de octubre
- Aparte:
  - Brasil - Juegos Olímpicos de Río de Janeiro 2016, entre el 5 y el 21 de agosto de 2016
  - Catar - Mundiales de Ciclismo en Doha, 9 al 16 de octubre

## Palmarés
- Para el palmarés conjunto desde 1984 del Ranking UCI, UCI ProTour y UCI World Ranking/UCI WorldTour, véase Palmarés pruebas por puntos UCI.
- Para el palmarés del UCI World Ranking y UCI World Tour (a partir del año 2009), véase Pálmarés del UCI World Ranking/UCI World Tour.

Danilo Di Luca, del equipo Liquigas-Bianchi, fue el primer ganador del Circuito UCI ProTour y Alejandro Valverde el que más victorias obtuvo con dos. Las otras clasificaciones las dominaron el equipo Team CSC y el país de España (clasificación por países) con tres victorias. De las dos victorias de Alejandro Valverde que datan de los años 2006 y 2008 como se puede comprobar a continuación, llama especialmente la atención el primer y segundo puesto del año 2006 de corredores de nacionalidad española, ya que Samuel Sánchez, el corredor asturiano perteneciente al equipo Euskaltel se clasificó en segunda posición por delante del luxemburgués Frank Schleck.
| Año  | Clasificación individual | Clasificación por equipos | Clasificación por países |
| ---- | ------------------------ | ------------------------- | ------------------------ |
| 2005 | Danilo Di Luca           | CSC                       | Italia                   |
| 2006 | Alejandro Valverde       | CSC                       | España                   |
| 2007 | Cadel Evans              | CSC                       | España                   |
| 2008 | Alejandro Valverde       | Caisse d'Epargne          | España                   |

## Palmarés por países
| País      | Victorias |
| --------- | --------- |
| España    | 2         |
| Italia    | 1         |
| Australia | 1         |

## Baremo de puntuación
El baremo de puntuación que se muestra a continuación es el que ha perdurado más en el tiempo: las temporadas 2006, 2007 y 2008 (esta última sin contar las Grandes Vueltas y carreras organizadas por los organizadores de estas). Cabe destacar que en el 2005 solo puntuaban los ganadores de etapa con tres puntos en las Grandes Vueltas y un punto en las otras vueltas así como los 2º y 3º en las Grandes Vueltas con dos y un punto respectivamente, en esa primera temporada también puntuó el Campeonato Mundial de Ciclismo en Ruta puntuando solo los tres primeros con 50, 40 y 35 puntos respectivamente.
En la temporada 2009 las Grandes Vueltas y las carreras organizadas por estas, con la denominación de carreras Históricas, se volvieron a unir al calendario internacional de la UCI en una nueva estructura denominada UCI World Ranking formando así un calendario de carreras llamado UCI World Calendar, como consecuencia también se varió completamente el sistema de puntuación individual y por equipos del extinto Ranking ProTour (ver Baremo de puntuación del UCI World Ranking).
Entre las normas específicas destacaba que los ciclistas involucrados en casos de dopaje eran retirados de la clasificación avanzando un puesto a los que estuviesen detrás de ese corredor en la clasificación, aunque respecto a los puntos obtenidos para su equipo y país el "Comité de la UCI" decidía que decisión tomar: si esos puntos no iban a nadie se mantenían (caso de Danilo Di Luca en UCI ProTour 2007) y si iban a otros corredores se quitaban reestructurándose así todas las clasificaciones (caso de Alessandro Petacchi también en el UCI ProTour 2007); y que en caso de empate a puntos el que más 1º o 2º o 3º... puestos tenga será el que esté por delante. Los puntos se repartían de la siguiente manera:

### Clasificación Individual
- Categoría 1: Tour de Francia
- Categoría 2: Giro de Italia - Vuelta a España
- Categoría 3: Monumentos del ciclismo - Vueltas menores
- Categoría 4: Clásicas menores

| Clasificación | Cat. 1 | Cat. 2 | Cat. 3 | Cat. 4 |
| ------------- | ------ | ------ | ------ | ------ |
| 1º            | 100    | 85     | 50     | 40     |
| 2º            | 75     | 65     | 40     | 30     |
| 3º            | 60     | 50     | 35     | 25     |
| 4º            | 55     | 45     | 30     | 20     |
| 5º            | 50     | 40     | 25     | 15     |
| 6º            | 45     | 35     | 20     | 11     |
| 7º            | 40     | 30     | 15     | 7      |
| 8º            | 35     | 26     | 10     | 5      |
| 9º            | 30     | 22     | 5      | 3      |
| 10º           | 25     | 19     | 1      | 1      |
| 11º           | 20     | 16     |        |        |
| 12º           | 15     | 13     |        |        |
| 13º           | 12     | 11     |        |        |
| 14º           | 9      | 9      |        |        |
| 15º           | 7      | 7      |        |        |
| 16º           | 5      | 5      |        |        |
| 17º           | 4      | 4      |        |        |
| 18º           | 3      | 3      |        |        |
| 19º           | 2      | 2      |        |        |
| 20º           | 1      | 1      |        |        |

En las vueltas por etapas, los puntos para los primeros puestos de cada etapa, se repartían del siguiente modo:
| Clasificación | Cat. 1 | Cat. 2 | Cat. 3 |
| ------------- | ------ | ------ | ------ |
| 1º            | 10     | 8      | 3      |
| 2º            | 5      | 4      | 2      |
| 3º            | 3      | 2      | 1      |

Los puntos ganados en las etapas eran sumados el último día de cada prueba del UCI ProTour, cuando se actualizan los puntos de toda la carrera y las etapas contrarreloj por equipos no daban puntos (solo la prueba del Contrarreloj por Equipos ProTeam daba puntos pero únicamente para el equipo).
Además, los puntos que correspondan a las plazas obtenidas por corredores que no pertenecen a equipos UCI ProTour no eran contados.
El líder de la clasificación UCI ProTour debía un maillot blanco que le identificase aunque no siempre era así por el desacuerdo entre las Grandes Vueltas y la UCI; además, tampoco quedó claro si ese maillot tenía preferencia respecto al Maillot Arco-Iris del Campeón del Mundo de Ciclismo. Finalmente ese maillot no acabó consolidándose y acabó por no llevarse.

### Clasificación por equipos
| Clasificación del equipo en la prueba | 1  | 2  | 3  | 4  | 5  | 6  | 7  | 8  | 9  | 10 | 11 | 12 | 13 | 14 | 15 | 16 | 17 | 18 | 19 | 20 |
| ------------------------------------- | -- | -- | -- | -- | -- | -- | -- | -- | -- | -- | -- | -- | -- | -- | -- | -- | -- | -- | -- | -- |
| Puntos                                | 20 | 19 | 18 | 17 | 16 | 15 | 14 | 13 | 12 | 11 | 10 | 9  | 8  | 7  | 6  | 5  | 4  | 3  | 2  | 1  |

Los puntos obtenidos por equipos que no eran UCI ProTeam no eran atribuibles.
En el 2008 (precisamente cuando desapareció la Contrarreloj por Equipos ProTeam) se cambió el baremo de esta clasificación y ya no se tuvo en cuenta la clasificación por equipos sino la suma de los 5 primeros corredores del equipo en la clasificación individual.

### Clasificación por países
La clasificación por países tiene en cuenta los puntos obtenidos por los 5 primeros corredores de cada país en la clasificación individual.